# Luis Goytisolo
Pour les articles homonymes, voir Goytisolo.
Œuvres principales
- Las afueras
- Tétralogie Antagonía (es)
- Estatua con palomas
- Naturaleza de la novela

Luis Goytisolo Gay, né le 17 mars 1935 à Barcelone (Espagne), est un écrivain, journaliste et scénariste espagnol, membre de l'Académie royale espagnole. Versant dans le réalisme social espagnol et dans l'expérimentation formelle, il est surtout connu pour sa tétralogie Antagonía et a reçu de nombreux prix, dont l'un des plus importants de la littérature espagnole : le prix national des lettres espagnoles, en 2013.

## Biographie
Il naît dans une famille de la bourgeoisie barcelonaise, et est le frère du poète José Agustín et du romancier Juan Goytisolo.
Luis étudie le droit mais abandonne les études pour se consacrer à la littérature et à lutter contre la dictature avec le Parti communiste espagnol.
Il est élu membre de l'Académie royale espagnole en 1994 avant d'occuper son siège le 29 janvier 1995 avec un discours d'investiture porté sur l'autonomie du langage face à la culture de l'image.
Il collabore dans plusieurs journaux tels que El País, ABC et Diario 16, et est scénariste de plusieurs documentaires pour TVE, dont Índico et Mediterráneo,.
À la suite de la mort de Carlos Barral en 1990, qui en était le directeur, Luis Goytisolo prend en charge la revue espagnole de littérature Letra internacional. Par ailleurs, avec la collaboration d'Elvira Huelbes, Luis Goytisolo lance en 1999 la maison éditoriale Editorial Goytisolo afin de publier des titres en rapport avec sa famille.
Il obtient en 2013, l'un des prix les plus importants de la littérature espagnole, le prix national des lettres espagnoles.
Luis Goytisolo a également fondé la Fondation Luis Goytisolo, situé dans le Palais de Villarreal y Purullena (XVIIIe siècle) de El Puerto de Santa María. Cette fondation célèbre des symposiums annuels sur la Narration Hispanique Contemporaine, qui convoque des conférenciers du monde des lettres espagnols ou étrangers.

## Œuvre
Ses deux premiers livres — Las Afueras et Las Mismas palabras — s'inscrivent dans le réalisme social espagnol. Le premier, qui l'a fait connaître, est un recueil de nouvelles qui font le portrait critique de plusieurs milieux de Barcelone. Les deux œuvres témoignent de l'influence d'un livre comme El Jarama (1955), de Rafael Sánchez Ferlosio, en décrivant le milieu bourgeois avec un style objectif et ouvert au dialogue.
Après une longue période sans production littéraire, Goytisolo publie deux recueils de contes, Ojos, círculos, búhos (1970) et Devoraciones (1976), plus tard publiées en un seul volume, Fábulas (1981).
C'est alors qu'il décide de s'adonner à l'expérimentation formelle, qui commence avec sa tétralogie Antagonía (es). Elle traite de l'art de l'écriture et est considérée comme son chef-d'œuvre ; Claude Simon l'inclut parmi les trois grands romans du XXe siècle. Le premier roman, Recuento est en partie autobiographique et raconte l'histoire d'un écrivain qui rompt avec tout : ses croyances religieuses, son affiliation au parti communiste et son couple, afin de prendre en main son destin. Il est d'abord publié au Mexique en 1973, la première édition espagnole ayant été séquestrée par le Tribunal d'ordre public jusqu'à la mort de Franco en 1975. Les trois autres romans se constituent d'un long et complexe discours méta-romanesque où abondent les références culturelles, les niveaux thématiques et stylistiques, les dédoublements, les éléments oniriques et les spéculations narratives tout en conservant une esthétique apparemment réaliste.
Cette façon d'utiliser le dédoublement, fréquent dans la production de Goytisolo, est remarquable dans le roman suivant, Estela del fuego que se aleja (1984, où deux personnages, appelés A et B, livrent un ambigu jeu de miroirs qui voit l'un des personnages écrire l'histoire de l'autre. La frontière est fragile entre la raison et la folie, ainsi qu'entre le réel et l'irréel, ce qui transforme l'ironie initiale en un humour impitoyable.
Dans Placer licuante (1997), il utilise des formules expressives traditionnelles pour développer une histoire d'amour et de sexe très contemporaine et depuis un point de vue féminin.
En 2000, il traite de l'un des phénomènes sociaux du XXe siècle, l'impact de la télévision, dans son livre Diario de 360°.
Ses romans, de nature expérimentale, configurent une chronique de sa génération et proposent une réflexion sur la nature même du roman.

### Romans

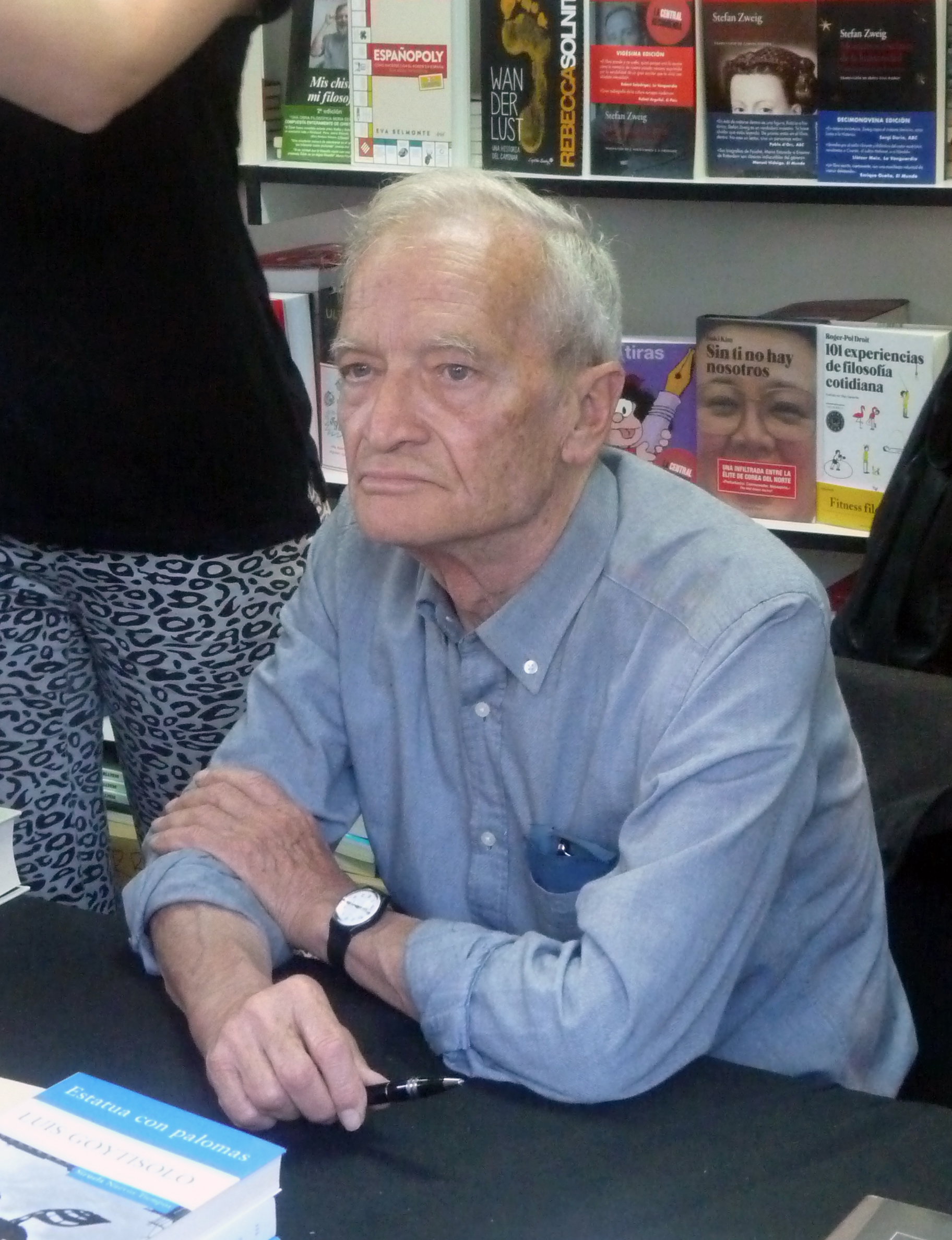
Luis Goytisolo en 2015, à la Foire du livre de Madrid.

- Las afueras (1958) — Prix Biblioteca Breve
- Las mismas palabras (1963)
- Antagonía (es) — roman en quatre volumes commencé en 1973. En 2012, la maison d'édition Anagrama le publie en un seul volume pour la première fois.
  - Recuento (1973)
  - Los verdes de mayo hasta el mar (1976) — Premio Ciudad de Barcelona (es)
  - La cólera de Aquiles (1979)
  - Teoría del conocimiento (1981)
- Estela del fuego que se aleja (1984) — Prix de la critique de littérature narrative espagnole
- La paradoja del ave migratoria (1987)
- Estatua con palomas (1992) — Prix national de Narration
- Mzungo (1996)
- Placer licuante (1997)
- Escalera hacia el cielo (1999)
- Diario de 360º (2000)
- Liberación (2003)
- Tres comedias ejemplares (2004)
- Oído atento a los pájaros (2006)
- Cosas que pasan (2009)
- El lago en las pupilas (2012)

### Nouvelles
- Ojos, círculos, búhos (1970), avec le peintre Joan Ponç (es).
- Devoraciones  (1976).
- Fábulas  (1981).
- Investigaciones y conjeturas de Claudio Mendoza (1985).
- Ficciones (2004).

### Essais
- El grupo de Barcelona (?)trad. fr. : Luis Goytisolo (trad. Christophe Josse), Le Groupe de Barcelone, Saint-Nazaire, MEET Maison des écrivains étrangers et des traducteurs, 1990, 53 p. (ISBN 978-2-903945-37-4, lire en ligne)
- El porvenir de la palabra[N 1] (2002)
- Naturaleza de la novela (2013) — Prix Anagrama[9]

### Autres
- Índico (1992), livre de photographies sur la série documentaire Índico, diffusée sur RTVE en 1991[10]
- Poetas muertos (1999), avec Elvira Huelbes Villagrá et Consuelo Gay Vives[11]

## Prix et reconnaissance
- Prix Biblioteca Breve (1958)
- Premio Ciudad de Barcelona (es) (1976)
- Prix de la critique de littérature narrative espagnole (1984)
- Prix national de littérature narrative (1993)
- Membre de l'Académie royale espagnole (à partir de 1995)
- Prix Anagrama (2013)
- Prix national des lettres espagnoles (2013)